# Садыкулов, Толеухан Садыкулович
Тулеухан Садыкулов (каз. Төлеухан Садықұлов; род. 20 октября 1940, аул Чаган, Семипалатинская область) — генетик селекционер по животноводству, доктор сельскохозяйственных наук, профессор (1989), Заслуженный деятель науки Казахской ССР (1989), академик Национальной академии наук Республики Казахстан, Лауреат государственной премии Республики Казахстан в области науки техники имени Аль-Фараби.

## Биография
Окончив в 1964 году зоотехнический факультет Алма-Атинского зооветеринарного института, работал главным зоотехником хозяйства, служил в армии.
С 1967 г. преподаёт на кафедре генетики и разведения сельскохозяйственных животных (селекции и биотехнологии; ныне — технологии производства продукции животноводства и рыбоводства) Алма-Атинского зооветеринарного института, затем Казахского национального аграрного университета: младший научный сотрудник, затем ассистент, старший преподаватель, доцент, заведующий кафедрой (1987—2011), профессор кафедры (с 2011). В 1973 году окончил аспирантуру там же.
Был членом экспертных комиссий Высшего научно-технического Совета, Высшей аттестационной комиссии, Министерства сельского хозяйства; научным консультантом «Национальной энциклопедии Казахстана»; участвовал в подготовке законопроекта «О племенном деле в животноводстве РК», Положения по апробации селекционных достижений в животноводстве, Государственных стандартов породы сельскохозяйственных животных. Является членом комиссий Министерства сельского хозяйства по развитию животноводства и ветеринарии, редакционного совета журнала «Вестник сельскохозяйственной науки Казахстана»; Член диссертационного Совета при КАЗНАУ.

## Научная деятельность
В 1973 году защитил кандидатскую, в 1986 — докторскую диссертацию.
Основные направления исследований — теория генетико-селекционных основ породообразования курдючных овец. Является автором новой дегересской курдючной породы овец. Руководитель проекта по совершенствованию генетического потенциала дегересской и сарыаркинской пород овец (в рамках РЦ программы Министерства сельского хозяйства Республики Казахстан № 042 «Прикладные научные исследования в области АПК»), реализующегося в 13 племенных субъектах трёх областей республики.
Совместно с профессором Барри (ЮАР) в 2002 году руководил проектом по изучению жизнеспособности ооцитов и эмбрионов дегересской породы овец в условиях невесомости.
Под его руководством защищено 23 диссертации, в том числе подготовил 7 докторов и 10 кандидатов наук, 1 доктор философии (Ph.D), 5 магистров. Автор более 200 научных работ, в том числе монографии,3 учебника и 6 учебных пособий; имеет 1 авторское свидетельство (СССР) и 6 патентов (Казахстан).

## Избранные труды
- Садыкулов Т. Методы совершенствования дегересской мясошерстной породы овец: Автореф. дис. …докт. с.-х. наук. — Алма-Ата, 1986
- Садыкулов Т. Развитие мясности полутонкорунных дегересских курдючных овец: Автореф. дис. …канд. с.-х. наук. — Алма-Ата, 1973
- Садыкулов Т., Смагулов Д. Мясная продуктивность ягнят сарыаркинской породы овец (жанааркинский тип).//- Вестник сельскохозяйственной науки Казахстана, № 5. Алматы: Бастау, 2011. — С. 56-59
- Садыкулов Т., Адылканова Ш. Р., Койшыбаев А. М. Взаимодействие генотипа и среды в селекции дегересских овец.//- Мат. межд. науч.-практ. конф.: «Перспективы развития аграрной науки и подготовки конкурентоспособных кадров». Семей, 2012
- Садыкулов Т., Смагулов Д. Генетические параметры ведущих селекционируемых признаков грубошерстных курдючных овец разных генотипов.//- Вестник НАН РК, № 2. Алматы: Аруна, 2014. — С. 83-87
- Садыкулов Т. Дегересские овцы (монография) изд. Кайнар, 1986 год, город Алматы.
- Садыкулов Т. Развидение и селекция сельскохозяйственных животных, (учебник, 23,5) изд. Телеарна, 2003 год, город Алматы.

## Награды и признание
- «Заслуженный деятель науки Казахской ССР» (1989)
- Медаль «За трудовое отличие» (Казахстан) (каз. Ерен еңбегі үшін) (1999)
- Грант «Лучший преподаватель ВУЗа» (2006) Министерства образования и науки Республики Казахстан
- Орден «Курмет» (2010)
- Удостоен Государственной научной стипендии за выдающиеся вклад науки и техники (2002 г.)
- Присвоено почетное звание Алматы облысының «Кұрметті азаматы» (2010)
- Имя Т. С. Садыкулова внесено в «Национальную энциклопедию Казахстана» (7 том).
- Государственная премия Республики Казахстан в области науки и техники имени Аль-Фараби (2019)[2]
- Награждён медалью «Ауыл шаруашылығы саласының үздігі» (МСХ РК 2015 г.)
- Награждён почётной грамотой Президиума НАН РК (2015 и 2019 г.г)
- Награждён медалью Лискуна Е. Ф. Российского Государственного аграрного университета — МСХА имени Тимирязева К. А. (2018 г.)

## Семья
Женат, трое детей. Ануар, Аскат, Алия.
Старший сын Ануар является Заместителем председателя Комитета национальной безопасности Республики Казахстан — директором Службы специального назначения «А», генерал-лейтенантом национальной безопасности.
Второй сын Аскат — полковник Комитета национальной безопасности Республики Казахстан.
Дочь Алия бизнесвумэн.